# Estación Parravicini
Parravicini es una estación ferroviaria ubicada en el paraje rural del mismo nombre, en el partido de Dolores, Provincia de Buenos Aires, Argentina.

## Servicios
Es una estación intermedia del ramal entre la estación Constitución de la ciudad de Buenos Aires con la estación Mar del Plata. Los servicios de Trenes Argentinos Operaciones no prestan parada en esta estación.
Sus vías e instalaciones están a cargo de la empresa estatal Trenes Argentinos.
El 31 de julio de 2019 la empresa  Trenes Argentinos decidió la clausura definitiva de la estación en sí por ser una de las estaciones que no prestaba parada al ser un pueblo fantasma y no se justifica el uso de la estación. 
El Exjefe de la Estación Roberto Bordenave (que fue reubicado a la estación Sevigné) expresó por la red social de Facebook el siguiente texto:
"La verdad que nunca se me paso por la cabeza,que tenia que pasar por esta situación,30 años de ferroviario y me toca tristemente cerrar la estación. Hasta siempre Parravicini"
Hoy en día la estación quedó en penumbras y abandonada esperando que algún día alguna entidad la vuelva a usar con o sin fines ferroviarios.

## Ubicación
Se encuentra ubicada a 222 kilómetros al sur de la estación Constitución.

## Toponimia
Recuerda a Emilio Parravicini, quien donara los terrenos en los que se construyó la estación.

## Imágenes
- Imágenes de la estación